# Cerkovnik
Cerkovnik je priimek v Sloveniji, ki ga je po podatkih Statističnega urada Republike Slovenije na dan 1. januarja 2010 uporabljalo 197 oseb in je med vsemi priimki po pogostosti uporabe uvrščen na 2.184. mesto.

## Znani nosilci priimka
- Borut Cerkovnik (*1966), filozof
- Gašper Cerkovnik (*1979), umetnostni zgodovinar
- Gašper Cerkovnik (*1992), hokejist
- Janez Cekovnik (*1962), kemik
- Jure Cerkovnik (*1990), klasični kitarist
- Marja Cerkovnik (1928—2012), književnica, novinarka, publicistka
- Tomaž Cerkovnik (1960—2004), alpski smučar
- Žiga Cerkovnik, plavalec